# Antônio Próspero
Antônio Próspero foi um político brasileiro do estado de Minas Gerais. Foi prefeito de Uberaba no período de 1951 a 1955.

Ficou na suplência do legislativo mineiro na 3ª legislatura (1955-1959), atuando como deputado estadual durante grande parte desse período.